# Echt schildmos
Echt schildmos (Parmelia) is een geslacht van korstmossen dat behoort tot de orde Lecanorales van de ascomyceten. De typesoort is Parmelia saxatilis.

## Kenmerken
De toppen van de bladachtige lobben, het thallus, zijn vaak min of meer vierkant. De bovenkant van het thallus is als het in het directe zonlicht staat blauwgrijs tot lichtbruin. Op het thallus zitten netvormige ribbels en richels. De onderkant is zwart en heeft rhizinen, hyfenbundels, voor verankering. Het geslacht Parmelia is nu verder opgedeeld in een aantal nieuwe geslachten op grond van de vorm van het thallus, waaronder de geslachten Cetrelia, Hypogymnia, Menegazzia en Pseudevernia. De soorten komen vooral voor in de gematigde gebieden.
Parmelia sulcata vormt voor de verspreiding spleetsoralen.
Parmelia-korstmossen zijn voedsel voor de rupsen van sommige Lepidoptera-soorten, zoals de sigaarzakdrager (Taleporia tubulosa) en Setema cereola.
Parmelia-soorten produceren usninezuur. Men neemt aan dat het de korstmossen tegen ultraviolette straling beschermt en door zijn intens bittere smaak korstmossen beschermt tegen begrazing.

## Soorten
Enkele soorten zijn:
- Parmelia asiatica
- Parmelia omphalodes
- Parmelia perlata
- Parmelia saxatilis (blauwgrijs steenschildmos)
- Parmelia sulcata (gewoon schildmos)